# Sisbert
Sisbert o Sisebert fou arquebisbe metropolità de Toledo elegit després de la mort de Julià II de Toledo el 6 de març del 690 i fins al 693.
La insistència del rei Ègica en castigar a la família de Ervigi, va provocar l'hostilitat del clero encapçalat per Sisbert. El rei es va valer del clero de la Tarraconense, que li era favorable, i el va oposar al de la Cartaginesa, per imposar les seves decisions, el que perjudicava notablement la condició primada de Toledo.
Segurament cap al 692, Sisebert, i diversos nobles liderats per Sunifred, comte palatí, van tramar un complot per enderrocar al rei. Els conjurats pretenien assassinar al rei i a una sèrie de nobles de palau (Frogellis, Teodomir, Liuvila, Tecla i altres). Segurament Ègica va aconseguir sortir indemne de l'intent d'assassinat, i va poder traslladar-se molt aviat a algun altre lloc (segurament a Cesaraugusta). Els rebels van col·locar en el tron a Suniefred o Sunifred, que segurament va ser coronat per Sisbert. Però el rei va reunir les seves tropes, va tornar a la capital, i la va prendre.
Sisfred fou condemnat pel XVI Concili de Toledo (683) a perdre la seu i a la confiscació dels seus béns